# Revolta de Lassa de 1750
O motim de Lassa de 1750 ou revolta de Lassa de 1750 ocorreu na capital tibetana Lassa, e durou vários dias durante o período de patrocínio da dinastia Qing no Tibete. A revolta começou em 11 de novembro de 1750 depois que o esperado novo regente do Tibete, Gyurme Namgyal, foi assassinado por dois diplomatas Qing Manchu, ou Ambans. Como resultado, ambos os ambans foram assassinados, e 51 soldados Qing e 77 cidadãos chineses foram mortos na revolta. Um ano depois, o líder da rebelião, Lobsang Trashi, e catorze outros rebeldes foram executados por oficiais Qing.

## Origens do motim
Pholhanas, o regente do Tibete, morreu em fevereiro de 1747, durante seu tempo no cargo o país tinha desfrutado de um período relativamente tranquilo, ainda assim, ele tinha tido discórdias com o Dalai Lama e notícias deles tinham chegado a Pequim depois de 1745. Os ambans haviam mediado alguns desses conflitos, mas as relações entre eles permaneciam tensas. Em 1746, o Dalai Lama enviou secretamente uma missão a Pequim para reclamar com o imperador sobre o tratamento de Pholhanas para ele.
Após a morte de Pholhanas, ele foi sucedido por seu segundo filho, Gyurme Namgyal, como regente. O novo regente também manteve más relações com o Dalai Lama, ele até rejeitou a oferta do Dalai Lama para cantar sutras na cerimônia funerária em homenagem a seu pai.  Fuqing mediou e o príncipe mais tarde concordou com a oferta do Dalai Lama.  As relações com os Qing também azedaram, porque os manchus suspeitavam que o príncipe tibetano estava trabalhando para isolar o Dalai Lama de seus seguidores, enquanto também se preparava para impedir militarmente uma intervenção Qing. Gyurme Namgyal chegou a matar seu irmão, Gyumey Tseten, que era mais pró-Qing.
Os manchus acreditavam que o príncipe havia enviado um enviado aos Dzungars, que rivalizavam com o controle Qing do Tibete.

## Assassinato de Gyurme Namgyal
Os ambans Fuqing e Labdon decidiram agir antes que o príncipe tivesse a chance de se rebelar, a retirada do imperador da guarnição de Lassa os privou de um meio físico com o qual impor sua autoridade, então eles decidiram por um plano ousado.  Em 11 de novembro de 1750, o príncipe estava de volta a Lassa, e os ambans o convocaram para uma conferência em seu escritório, a casa que havia sido a residência de Lha-bzang Khan, o último rei Khoshut do Tibete, para assassiná-lo.
Quando Gyurme Namgyal foi morto, Lobsang Trashi, um camareiro, estava em uma pequena sala separada, mas ouviu o que aconteceu. Depois de matar o regente, todos os guardas procuraram no local os membros da comitiva de Gyurme Namgyal, mas Lobsang Trashi conseguiu escapar pulando por uma janela.
Imediatamente após o assassinato, os ambans enviaram um mensageiro ao ministro Gashi Pandita, pedindo-lhe que assumisse como chefe do governo tibetano. O ministro parecia desnorteado, mas pediu conselhos primeiro ao Dalai Lama. Enquanto o governo tibetano deliberava, as ruas de Lassa explodiram em uma tempestade de tumultos.

## A revolta
Imediatamente após sua fuga da residência dos ambans, Lobsang Trashi espalhou a notícia sobre o assassinato do regente. Em pouco tempo, uma multidão de mais de mil homens armados da cidade, reuniu-se muito animada do lado de fora da residência dos ambans. Gashi Pandita não teve oportunidade de intervir, porque eles não eram tropas tibetanas regulares em Lassa.
O Dalai Lama enviou alguns de seus secretários à multidão para exortá-los a se acalmar e evitar tomar ações violentas. O principal funcionário da ordem Gelug, Reting Rinpoche Ngawang Chokden, tentou pessoalmente em vão conter a multidão.
A multidão cercou e incendiou a residência dos ambans. Fuqing, ferido com várias facadas, suicidou-se. Labdon morreu enquanto lutava com os rebeldes. Os 49 soldados Qing e dois oficiais que defendiam a residência também foram mortos. Em seguida, a multidão atacou o tesouro do exército Qing, onde capturaram 85 000 taels.
Depois disso, a raiva da multidão foi dirigida contra os cidadãos chineses que viviam em Lassa, e 77 deles perderam a vida para a multidão furiosa. Os restantes chineses, cerca de 200, fugiram para um local seguro no Palácio de Potala, onde lhes foi oferecido refúgio e assistência.

## Fim da rebelião
O motim terminou tão repentinamente quanto eclodiu. Os rebeldes não encontraram apoio da nobreza tibetana e de membros do governo. Ambos os grupos se opunham às políticas de Gyurme Namgyal, e acreditavam que desafiar a superpotência manchu só poderia terminar em uma catástrofe militar.
O Dalai Lama, que chefiava a ordem Gelug, continuou a lidar com os muitos mosteiros tibetanos de sua ordem no Tibete oriental e na Mongólia. Sua preocupação estava em primeiro lugar com suas instituições religiosas, e os poderosos imperadores manchus eram patronos do budismo tibetano.
Dois dias após a morte de Gyurme Namgyal e ambans, em 13 de novembro, o Dalai Lama nomeou seu ministro Gashi Pandita como regente provisório. Foi convidado ao governo que liderasse a entrada das ordens finais do imperador. Ao mesmo tempo, ele emitiu uma proclamação na qual proibiu todos os tibetanos Trashi Lobsang e seus apoiadores de apoiar.
Lobsang Trashi fugiu com seus seguidores Lassa, a fim de obter o dinheiro Dzjoengarije para liquidar. Em 21 de novembro de 1750, Gashi Pandita fez o Dalai Lama Lobsang Trashi e que catorze de seus seguidores foram derrubados. Da mesma forma, grande parte do dinheiro saqueado foi garantido. Em 22 de novembro, a situação havia se tornado tão tranquila que os refugiados chineses em suas casas puderam retornar a Lassa.

## Expedição de Qianlong a Lassa
No início de 1750, as autoridades provinciais de Sichuan estavam em alerta e estavam considerando uma invasão preventiva antes que o príncipe fizesse sua mudança.
A notícia do assassinato dos ambans indignou o imperador Qing Qianlong, e ele decidiu tomar uma ação militar rápida. As ordens iniciais para os comandantes em Shanxi e Sichuan eram para liderar uma coluna de 8 000 homens e 5 000 homens, respectivamente, mas depois que o imperador recebeu notícias do Dalai Lama de que a rebelião foi reprimida, ele reduziu a força expedicionária para 800 soldados sob o comando do general Cereng.
O general Qing, Ban Di [zh], entrou na cidade em 18 de janeiro de 1751, como o primeiro representante do imperador a chegar a Lassa após o motim e ele veio com uma escolta pessoal de Kokonor, onde ele tinha sido o representante imperial. Ao entrar, ele imediatamente exigiu a rendição dos insurgentes. Ban Di foi recebido por Pandita e entregou os prisioneiros envolvidos no motim. Após um breve interrogatório através de tortura, ele sentenciou Lobsang Trashi a ser executado. O pedido do Dalai Lama de uma pena branda foi em vão.

Luciano Petech descreveu o fim dos insurgentes da seguinte forma:
"Em 23 de janeiro de 1751 Lassa foi semelhante a 1728, novamente testemunhou outro exemplo horrível de justiça chinesa. Lobsang Trashi e outros seis líderes da rebelião foram executados cortando-os em pedaços. Outras pessoas foram decapitadas ou estranguladas. As cabeças dos executados foram perfuradas e barraram a exibição pública. Os outros líderes foram exilados e seus bens levados. "

— Luciano Petech (1972) China e Tibete no início do século XVIII, pg. 225
Em 23 de janeiro de 1751, os rebeldes tibetanos que participaram do motim de Lassa de 1750 contra os Qing foram fatiados até a morte pelo general Qing Manchu Bandi, semelhante ao que aconteceu em 1 de novembro de 1728. 6 Líderes rebeldes tibetanos mais o líder rebelde tibetano Blo-bzan-bkra-sis foram fatiados até a morte. O resto dos líderes rebeldes tibetanos foram estrangulados e decapitados e suas cabeças foram exibidas ao público tibetano em postes. Os Qing tomaram a propriedade dos rebeldes e exilaram outros rebeldes tibetanos. O general manchu Bandi enviou um relatório ao imperador Qing Qianlong em 26 de janeiro de 1751 sobre como ele executou os cortes e execuções dos rebeldes tibetanos. Os rebeldes tibetanos dBan-rgyas (Wang-chieh), Padma-sku-rje-c'os-a['el (Pa-t'e-ma-ku-erh-chi-ch'un-p'i-lo) e Tarqan Yasor (Ta-erh-han Ya-hsün) foram fatiados até a morte por ferir os ambans manchu com flechas, arcos e pedaços de fowling durante o motim de Lassa quando eles atacaram o prédio em que os ambans manchu (Labdon e Fuqing) estavam. O rebelde tibetano Sacan Hasiha (Ch'e-ch'en-ha-shih-ha) foi morto em fatias pelo assassinato de vários indivíduos. Os rebeldes tibetanosCh'ui-mu-cha-t'e e Rab-brtan (A-la-pu-tan) foram fatiados até a morte por saquear dinheiro e atear fogo durante o ataque aos Ambans. O rebelde tibetano Blo-bzan-bkra-sis, o mgron-gner, foi fatiado até a morte por ser o líder geral dos rebeldes que lideraram o ataque que saqueou dinheiro e matou os manchus. Dois rebeldes tibetanos que já haviam morrido antes da execução tiveram seus cadáveres decapitados, um morreu na prisão, Lag-mgon-po (La-k'o-kun-pu) e o outro se matou por ter medo do castigo, Pei-lung-sha-k'o-pa. Bandi sentenciou ao estrangulamento vários seguidores rebeldes e bKra-sis-rab-brtan (Cha-shih-la-pu-tan) um mensageiro. Ele ordenou as decapitações vivas de Man-chin Te-shih-nai e rDson-dpon dBan-rgyal (Ts'eng-pen Wang-cha-lo e P'yag-mdsod-pa Lha-skyabs (Shang-cho-t'e-pa La-cha-pu) por liderar o ataque ao edifício, sendo o primeiro a subir na escadaria para o próximo andar e atear fogo e carregar a palha para alimentar o fogo, além de matar vários homens sob ordens do líder rebelde.

### Execuções semelhantes anteriores
Em 1 de novembro de 1728, após a reconquista Qing de Lassa no Tibete, vários rebeldes tibetanos foram fatiados até a morte por oficiais e oficiais Qing Manchu em frente ao Palácio Potala em Lassa. O presidente Qing Manchu do Conselho do Escritório Civil, Jalangga, o subchanceler mongol Sen-ge e o brigadeiro-general Manchu Mala ordenaram que os rebeldes tibetanos Lum-pa-nas e Na-p'od-pa fossem fatiados até a morte. Eles ordenaram que gZims-dpon C'os-ac'ad (Hsi-mu-pen ch'ui-cha-t'e), filho de Lum-pa-nas e rNog Tarqan bsKal-bzajn-c'os-adar e dKon-mc'og-lha-sgrub (Kun-ch'u-k'o-la-ku-pu) e dGa'-ldan-p'un-ts'ogs (K'a-erh-tan-p'en-ch'u-k'o), filhos de Na-p'od-pa, fossem decapitados.  Byams-pa (Cha-mu-pa) e seu irmão Lhag-gsan (La-k'o-sang) e seus irmãos, mais novos e mais velhos, filhas, esposas e mãe foram exilados depois que seu pai sByar-ra-nas foi decapitado. Os manchus escreveram que "deram o exemplo" ao forçar os tibetanos a assistir publicamente às execuções de rebeldes tibetanos de fatiamento como Na-p'od-pa, já que eles diziam que era da natureza do tibetano ser cruel. Os tibetanos exilados foram escravizados e dados como escravos a soldados em Ching-chou (Jingzhou), K'ang-zhou (Kangzhou) e Chiang-ning (Jiangning) nas residências marshall. O administrador da faculdade tibetano rNam-rgyal-grva-ts'an (gner-adsin) e sKyor'lun Lama foram amarrados com Lum-pa-nas e Na-p'od-pa em 4 andaimes (k'rims-sin) para serem fatiados. Os manchus usaram matchlocks de mosquete para disparar 3 salvas e, em seguida, os manchus estrangularam os 2 Lamas enquanto cortavam (Lingchi) Lum-pa-nas e Na-p'od-pa até a morte enquanto decapitavam os outros 13 líderes rebeldes. A população tibetana ficou deprimida com a cena e o escritor de MBTJ continuou a se sentir triste ao descrevê-la 5 anos depois. Todos os parentes dos rebeldes tibetanos, incluindo crianças pequenas, foram executados pelos Qing Manchus, exceto a família exilada e deportada de sByar-ra-ba, que foi condenada a ser escrava e a maioria dos exilados condenados à deportação morreu no processo de deportação. O espetáculo de execuções públicas funcionou sobre os tibetanos desde que eles foram "intimidados à submissão" pelos Qing. Até mesmo o colaborador tibetano dos Qing, Polhané Sönam Topgyé (P'o-lha-nas) sentiu-se triste por seus companheiros tibetanos serem executados dessa maneira e orou por eles. Tudo isso foi incluído em um relatório enviado ao imperador Qing na época, o imperador Yongzheng.
O general chinês Qing Han Yue Zhongqi entrevistou o colaborador tibetano com os Qing, Polhané Sönam Topgyé (P'o-lha-nas) sobre seu envolvimento no esmagamento dos rebeldes tibetanos e enviou um relatório ao imperador Qing Yongzheng em 17 de agosto de 1728.